# Guinée équatoriale aux Jeux olympiques
La Guinée équatoriale participe aux Jeux olympiques depuis 1984. Le pays n'a jamais participé aux Jeux d'hiver. 
La Guinée équatoriale n'a jamais remporté de médailles. L'athlète olympique équatoguinéen le plus connu est Eric Moussambani qui a acquis sa notoriété grâce à sa performance lors des Jeux de Sydney en 2000.
Le Comité national olympique de la Guinée équatoriale a été créé en 1980 et a été reconnu par le Comité international olympique (CIO) en 1984.